# Zutty Singleton
Arthur James Singleton, plus connu sous le surnom de Zutty Singleton (né le 14 mai 1898 à Bunkie en Louisiane ; mort le 14 juillet 1975 à New York), était un batteur de jazz.
Il était musicien professionnel dès 1915. Il a été enrôlé dans l'US Navy durant la Première Guerre mondiale. À son retour à La Nouvelle-Orléans, il a joué avec différents orchestres comme celui de Papa Celestin, Big Eye Louis Nelson, John Robichaux et Fate Marable. Il a ensuite déménagé à Saint Louis (Missouri) pour jouer avec l'orchestre de Charlie Creath puis a vécu à Chicago (Illinois).
À Chicago, Singleton a joué avec Doc Cooke, Dave Peyton, Jimmie Noone, avant de rejoindre l'orchestre de Louis Armstrong. Il a participé aux enregistrements de Louis Armstrong and his Hot Five en 1928. En 1929 il a déménagé à New York en même temps qu'Armstrong.
Singleton a alors continué à jouer avec Armstrong mais aussi avec Bubber Miley, Tommy Ladnier, Fats Waller, Jelly Roll Morton et Otto Hardwick. Il a aussi joué dans l'orchestre de Bill Robinson.
En 1934, Singleton est retourné à Chicago, puis en 1937 à New York pour travailler avec Mezz Mezzrow et Sidney Bechet.
En 1943, il s'est rendu à Los Angeles en Californie pour diriger son propre orchestre jouant pour des musiques de film et aussi lors des émissions de radio d'Orson Welles.
En 1951, il grave Drum Face qui deviendra rapidement un solo de batterie d'anthologie dans le répertoire de la batterie jazz. Une étude sur le style de Zutty Singleton dans Drum Face a été réalisée par Guillaume Nouaux dans l'ouvrage Jazz Drums Legacy (2Mc Editions, 2012).
Il a ensuite joué avec Slim Gaillard, Wingy Manone, Eddie Condon, Nappy Lamare, Art Hodes, Oran "Hot Lips" Page et Max Kaminsky.
Zutty Singleton a cessé sa carrière en 1970, après un accident de santé.